# Helwan HA-300
Die Helwan HA-300 war ein ägyptisches Überschall-Kampfflugzeug aus den 1960er-Jahren.

## Geschichte
Anfang der 1960er-Jahre kaufte der Flugzeughersteller Helwan Aircraft, der 1962 Teil der Egyptian General Aero Organization wurde, vom spanischen Flugzeughersteller Hispano Aviación die Konstruktionsunterlagen für den Bau eines Mehrzweck-Überschallkampfflugzeuges mit Deltaflügeln in Leichtbauweise. Mit diesen Dokumenten sowie den Ergebnissen aus der Erprobung des Gleitflugzeuges Hispano HA-23P kamen auch Mitarbeiter von Willy Messerschmitt, der das Muster entworfen hatte, ins Land, um gemeinsam mit einem ägyptischen Team das Jagdflugzeug zu bauen. 1963 begann der Bau des ersten Prototyps, der den Einsatzbedingungen in Ägypten angepasst worden war und so deutliche Unterschiede gegenüber dem ursprünglichen Entwurf erfahren hatte.
Ursprünglich war die Verwendung eines britischen Bristol-Orpheus-12-Triebwerks für die Serie vorgesehen. Nachdem sich abzeichnete, dass dieses Triebwerk nicht mehr weiter entwickelt werden sollte, wurde unter Leitung des österreichischen Triebwerkskonstrukteurs Ferdinand Brandner mit der Entwicklung eines eigenen Strahltriebwerks E-300 mit nur 800 kg Einbaumasse begonnen. Dieses Triebwerk stand aber nicht rechtzeitig zur Verfügung, so dass der erste Prototyp V1 bei seinem Erstflug am 7. März 1964 mit dem indischen Piloten Kapil Bhargava noch mit einem Bristol Orpheus-703-Triebwerk (21,57 kN) ausgestattet war. Dieser erste Flug dauerte 12,5 Minuten. Auch der zweite Prototyp erhielt ein Orpheus-Triebwerk. Schwierigkeiten mit den dünnen Deltaflügeln, der Kraftstoffzufuhr und viele weitere kleine technische Probleme verzögerten das Projekt immer weiter.
Nach umfangreichen Tests an einer An-12 in Ägypten sowie an einer indischen HF-24 Marut war das E-300-Triebwerk schließlich einsatzbereit und sollte mit dem dritten Prototyp V3 die Erprobung aufnehmen. Dieser und die ebenfalls fertiggestellte V4 flogen aber nie, da sich erneut Triebwerksprobleme einstellten.

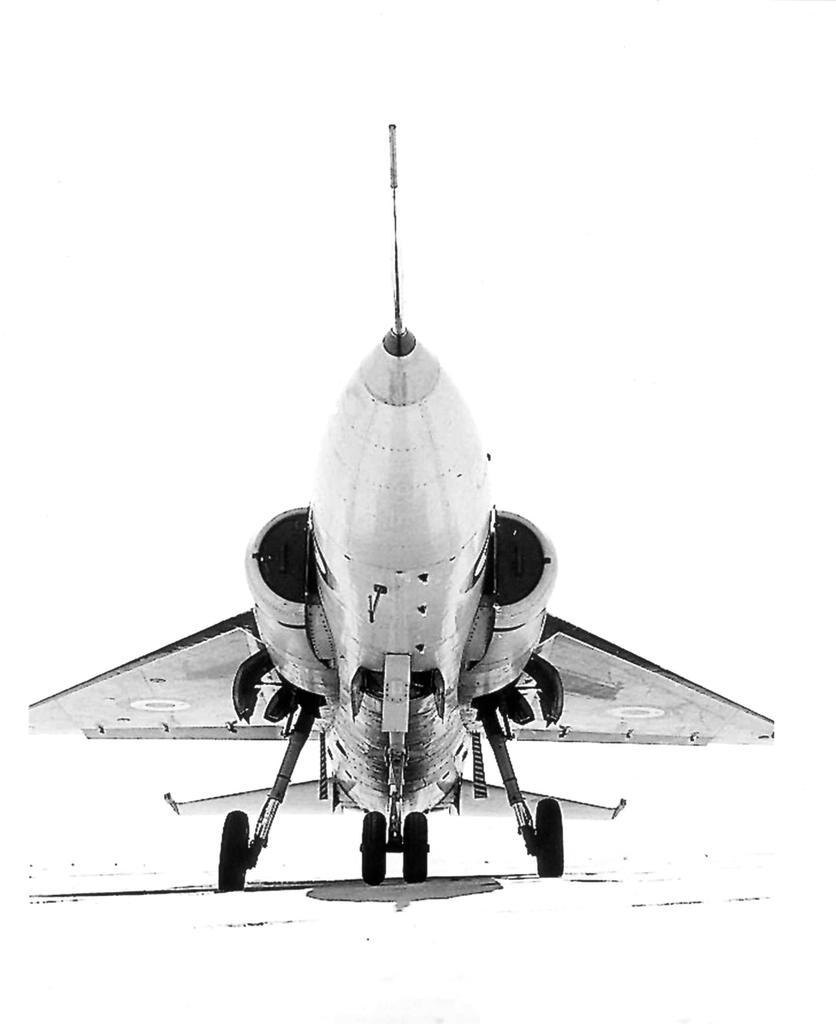
HA-300

Nachdem der indischen Seite klar geworden war, dass Ägypten nicht am Kauf der HF-24, sondern nur an einer gemeinsamen Triebwerksentwicklung interessiert war, wurde die indische Unterstützung für das E-300 eingestellt. Daher stellte die ägyptische Regierung im Mai 1969 das gesamte HA-300-Projekt endgültig ein, zumal aus der Sowjetunion günstige Angebote zum Kauf bereits erprobter und einsatzfähiger Militärtechnik vorlagen.

## Technische Daten

Dreiseitenriss

| Kenngröße             | Daten                                                  |
| --------------------- | ------------------------------------------------------ |
| Besatzung             | 1                                                      |
| Länge                 | 12,40 m                                                |
| Spannweite            | 5,84 m                                                 |
| Höhe                  | 3,15 m                                                 |
| Flügelfläche          | 17,29 m²                                               |
| Flügelstreckung       | 2,0                                                    |
| Leermasse             | 4.823 kg                                               |
| max. Startmasse       | 5.500 kg                                               |
| Höchstgeschwindigkeit | 2.125 km/h                                             |
| Dienstgipfelhöhe      | 17.985 m                                               |
| Reichweite            | 1.800 km                                               |
| Triebwerke            | 1 × EGAO E-300 mit 3.100 kp (4.400 kp mit Nachbrenner) |
| Bewaffnung (geplant)  | 2 × 20-mm-Kanonen, Raketen                             |

## Erhaltene Flugzeuge

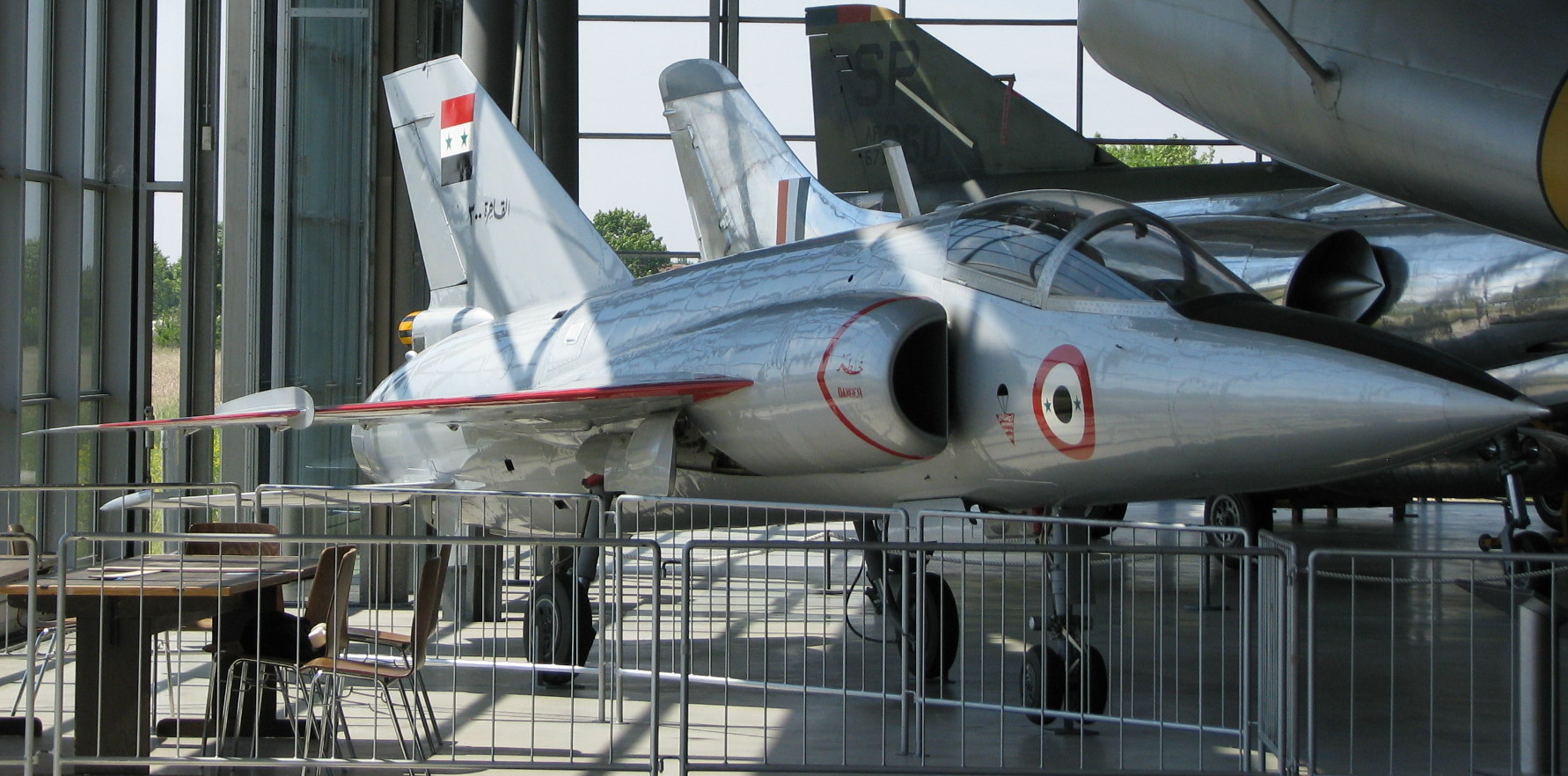
HA-300 in der Flugwerft Schleißheim

Der erste Prototyp wurde 1991 durch eine Transall der Bundeswehr aus der ägyptischen Wüste nach Deutschland gebracht und zwischen 1993 und 1996 durch die Lehrwerkstatt der DASA im Werk Manching restauriert. Das Flugzeug war bis 2015 in der Flugwerft Schleißheim ausgestellt. Seitdem ist die Maschine in der Willy-Messerschmitt-Halle der Messerschmitt-Stiftung auf dem Fliegerhorst Manching ausgestellt, dem Standort des Flugmuseum Messerschmitt. Dort war sie bereits unmittelbar nach der Restaurierung und anlässlich des 100. Geburtstages von Willy Messerschmitt im Jahr 1998 kurzzeitig zu sehen.